# Swetlana-Passage
Die Swetlana-Passage (englisch Svetlana Passage) ist eine schiffbare Meerenge im Archipel der Südlichen Orkneyinseln. Sie trennt die Oliphant-Inseln von der Gourlay-Halbinsel von Signy Island. Sie ermöglicht die Zufahrt von der Orwell Bight in die Fur Seal Cove.
Der Falkland Islands Dependencies Survey nahm zwischen 1947 und 1950 Vermessungen vor. Luftaufnahmen entstanden 1968 durch die Royal Navy. Das UK Antarctic Place-Names Committee benannte die Meerenge 2004 nach Swetlana Soljanik (* 1936), Ehefrau des sowjetischen Fischereiwissenschaftlers Gennadi Soljanik, die 1963 Signy Island an Bord der SS Grewny besucht hatten. 